# Добашні
Добашні (Picumninae) — підродина птахів родини дятлових (Picidae). Містить три роди, кожен з яких трапляється на одному континенті: Південній Америці, Африці та Азії.

## Опис
Подібно до жовниних, добашні мають великі голови, довгі язики, які вони використовують, щоб витягти здобич комах, і лапи з двома пальцями, спрямованими вперед, і двома назад. Однак у них відсутні жорсткі хвостові пір’я, які жовни використовують, коли лазять по деревах, тому добаші сідають на гілки, а не на вертикальний стовбур, ніж їхні родичі.

## Класифікація
Включає 29 видів у трьох родах:
- Рід Добаш (Picumnus) — 26 видів, Південна Америка;
- Рід Африканський добаш (Verreauxia) — 1 вид, Африка;
- Рід Жовтоногий добаш (Sasia) — 2 види, Азія.